# Alphonse Dupont
Pour les articles homonymes, voir Dupont.
Alphonse Dupont, né le 26 octobre 1880 à Viriat et mort le 22 avril 1945 à Bourg-en-Bresse, dans l'Ain, est un entrepreneur et homme politique français.

## Biographie
Fils d'instituteur, élevé dans le respect des valeurs républicaines et démocratiques, il devient entrepreneur et s'investit dans la politique locale en devenant successivement conseiller municipal en 1924, adjoint au maire en 1929, et enfin maire de Bourg-en-Bresse en 1935 jusqu'en 1944. Il est élu Président de l'Association des maires de l'Ain.
L'année suivant son élection à la mairie de Bourg, il se présente aux élections législatives sous les couleurs de l'Alliance démocratique. Élu, il rejoint le nouveau groupe unifié de l'AD, l'Alliance des républicains de gauche et des radicaux indépendants.
Parlementaire discret, il approuve le vote des pleins pouvoirs au maréchal Pétain. Il conserve sa mairie jusqu'à la libération du territoire et décède peu après.

## Sources
- « Alphonse Dupont », dans le Dictionnaire des parlementaires français (1889-1940), sous la direction de Jean Jolly, PUF, 1960 [détail de l’édition]
- Edouard Barthe,"Le combat d'un parlementaire sous Vichy", Ed. Singulières, 2007,  (ISBN 978-2-35478-005-0).